# إيرل سنايدر
إيرل سنايدر (بالإنجليزية: Earl Snyder) هو لاعب كرة قاعدة أمريكي، ولد في 6 مايو 1976 في نيو بريتن في الولايات المتحدة.